# Roches (Berna)
Roches é uma comuna da Suíça, situada na região administrativa de Jura Bernense, no cantão de Berna. Tem 8,97 km² de área e sua população em 2018 foi estimada em 201 habitantes.